# Fodé Fofana
Fodé Fofana, né le 26 octobre 2002 à Groningue, est un footballeur néerlandais qui évolue au poste d'avant-centre au PSV Eindhoven.

## Biographie
Fofana est né à Groningue, ses parents Uljana et Abdoul Fofana étant respectivement originaires de Russie et de Guinée,.

### Carrière en club

#### Formation entre les Pays-Bas et Barcelone
Fofana joue d'abord au football dans des clubs amateurs de Groningue, il est repéré par Barcelone à l'été 2012, lors d'un tournoi de football de rue à Lyon, où il était en vacances avec sa famille. Le jeune joueur rejoint ainsi la formation catalane l'année suivante après deux stages au club. Cependant, il est contraint de quitter le club après deux ans, à la suite de la sanction imposée par la FIFA à Barcelone pour avoir acheté des joueurs de moins de 18 ans. Il rentre ainsi aux Pays-Bas, où il finit par rejoindre le PSV Eindhoven.
En août 2019, il signe son premier contrat professionnel avec le club, le liant au club jusqu'à l'été 2022. Fort d'un début de saison remarqué avec les moins de 18 ans — il est l'auteur de 8 buts et 3 passes décisives en seulement 3 matches — Fofana fait ses débuts professionnels pour le Jong PSV le 6 novembre 2020 lors d'une victoire 2-1 en Eerste Divisie contre Den Bosch, match dont il joue les 90 minutes et marque les deux buts de son équipe.

#### Débuts au PSV Eindhoven
Après avoir figuré sur le banc lors de la victoire en Supercoupe des Pays-Bas 2021 contre l'Ajax, il fait ses débuts professionnels avec le PSV lors d'une victoire 1-0 en qualification pour la Ligue des champions contre Midtjylland.
Évoqué un temps en partance du club, à la suite de négociations compliquées et l'intérêt de clubs comme l'Olympique de Marseille,, il signe finalement bien un nouveau contrat en tant que professionnel avec le PSV à la suite de ses débuts. Sa signature intervient en même temps que celle de Jeremy Antonisse, les deux jeunes faisant partie des meilleurs espoirs du club à ce moment-là,,.

### Carrière en sélection
À la suite de ses débuts professionnels avec le PSV en aout 2021, Fofana est préselectionné par Erwin van de Looi en équipe des Pays-Bas espoirs, en vue de leur prochain rassemblement.